# International Open Series 2009/2010
International Open Series 2009/2010 (полное название — 2009/2010 Pontin's International Open Series) — серия профессионально-любительских (pro-am) снукерных турниров с 2009 по 2010 года.

## Формат
Серия (сезон) состоит из 8 рейтинговых турниров. Все турниры начинаются с 1/64 финала и проводятся по олимпийской системе. Призовой фонд и рейтинговые очки на всех турнирах одинаковы. Восемь сильнейших игроков по итогам сезона приобретают статус профессионалов и на следующий сезон переходят в мэйн-тур.
Матчи проводятся в Pontin's World Snooker Centre (Престатин, Уэльс).
- Формат проведения матчей:

1 раунд — 1/8 финала — матчи до 4 побед 

1/4 финала — 1/2 финала — матчи до 5 побед 

Финал — матч до 6 побед

## Призовой фонд
- Победитель получает 3000 фунтов стерлингов;
- Финалист — 1500
- Полуфиналисты — 700
- Четвертьфиналисты — 350
- 1/8 финала — 200
- 1/16 финала — 130
- 1/32 финала — 80

## Рейтинговые очки
| Чемпион | Финалист | 1/2 финала | 1/4 финала | 1/8 финала | 1/16 финала | 1/32 финала | 1/64 финала |
| ------- | -------- | ---------- | ---------- | ---------- | ----------- | ----------- | ----------- |
| 300     | 220      | 160        | 110        | 70         | 40          | 20          | 0           |

Победитель предыдущего турнира, проигравший первый матч основной стадии в следующем, получает 10 очков.

## Результаты
| Дата            | Победитель     | Финалист      | Счёт |
| --------------- | -------------- | ------------- | ---- |
| 22 — 26 июня    | Джек Лисовски  | Лиам Хайфилд  | 6:5  |
| 27 — 31 июля    | Лиам Хайфилд   | Нил Джонс     | 6:2  |
| 23 — 28 августа | Пол Дэвисон    | Кирен Уилсон  | 6:4  |
| 19 — 23 октября | Джейми Джонс   | Джек Джонс    | 6:0  |
| 7 — 11 декабря  | Энтони Макгилл | Фарах Аджаиб  | 6:0  |
| 1 — 5 марта     | Кирен Уилсон   | Лиам Хайфилд  | 6:4  |
| 12 — 16 апреля  | Пол Дэвисон    | Джастин Эстли | 6:2  |
| 4 — 8 мая       | Джек Лисовски  | Джастин Эстли | 6:1  |

## Рейтинг
Ниже представлен рейтинг 8 игроков, набравших лучшие показатели по итогам сезона. Всего в списке 124 игрока.
| No | Игрок          | Турнир 1 | Турнир 2 | Турнир 3 | Турнир 4 | Турнир 5 | Турнир 6 | Турнир 7 | Турнир 8 | Очки за сезон |
| -- | -------------- | -------- | -------- | -------- | -------- | -------- | -------- | -------- | -------- | ------------- |
| 1  | Джек Лисовски  | 300      | 10       | 40       | 160      | 110      | 160      | 70       | 300      | 1140          |
| 2  | Лиам Хайфилд   | 220      | 300      | 20       | 110      | 0        | 220      | 20       | 20       | 910           |
| 3  | Пол Дэвисон    | 40       | 40       | 300      | 0        | 0        | 70       | 300      | 70       | 820           |
| 4  | Энтони Макгилл | 40       | 110      | 70       | 40       | 300      | 0        | 70       | 160      | 790           |
| 5  | Кирен Уилсон   | 20       | 20       | 220      | 20       | 70       | 300      | 110      | 20       | 760           |
| 6  | Джейми О’Нилл  | 40       | 70       | 20       | 160      | 160      | 20       | 110      | 110      | 670           |
| 7  | Джастин Эстли  | 40       | 40       | 70       | 0        | 0        | 70       | 220      | 220      | 660           |
| 8  | Джейми Джонс   | 70       | 160      | 0        | 300      | 40       | 0        | 40       | 0        | 610           |